# Marit Malm Frafjord
Marit Malm Frafjord, née le 25 novembre 1985 à Tromsø, est une handballeuse internationale norvégienne évoluant au poste de pivot.
Elle est notamment double championne olympique (2008 et 2012), quintuple championne d'Europe et une fois championne du monde.

## Biographie
Pour la saison 2017-2018, elle rejoint la Roumanie et le club du CSM Bucarest.
Elle arrête sa carrière professionnelle à l'issue de la saison 2017-2018 mais fait son retour dès le mois de décembre 2018 en s'engageant avec le club danois de Team Esbjerg pour six mois. Elle y joue finalement jusqu'en 2022, année où elle en intègre l'équipe dirigeante
Entre-temps, elle fait son retour sous le maillot de la Norvège et remporte son cinquième titre de championne d'Europe en 2020 puis sa quatrième médaille olympique lors des Jeux olympiques de Tokyo en 2021.

## Palmarès

### Club
Compétitions internationales
- Coupe des vainqueurs de coupe (C2)
  - vainqueur (1) : 2014 (avec Viborg HK)
  - finaliste (1) : 2007 (avec Byåsen Trondheim)
- Ligue européenne (C3)
  - Finaliste (1) : 2019 (avec Team Esbjerg)
- Ligue des champions (C1)
  - Quatrième (2) : 2022

Compétitions nationales
- vainqueur du Championnat du Danemark (4) : 2014 (avec Viborg HK), 2019, 2020 (avec Team Esbjerg)
- vainqueur de la Coupe du Danemark (3) : 2014 (avec Viborg HK), 2021, 2022 (avec Team Esbjerg)
- vainqueur du Championnat de Norvège (3) :  en 2015, 2016 et 2017 (avec Larvik HK)
- vainqueur de la coupe de Norvège (3) : en 2015, 2016 et 2017 (avec Larvik HK)
- vainqueur du Championnat de Roumanie (1) : 2018 (avec CSM Bucarest)
- vainqueur de la coupe de Roumanie (1) : 2018 (avec CSM Bucarest)
- vainqueur de la coupe du Danemark en 2014 (avec Viborg HK)

### Sélection nationale
Jeux olympiques
- Médaille d'or aux Jeux olympiques de 2008 à Pékin,  Chine
- Médaille d'or aux Jeux olympiques de 2012 à Londres,  Royaume-Uni
- médaillée de bronze aux Jeux olympiques de 2016 à Rio de Janeiro
- médaille de bronze aux Jeux olympiques de 2020 à Tokyo

Championnats du monde
- finaliste du championnat du monde 2007
- 3e du championnat du monde 2009
- vainqueur du championnat du monde 2011

Championnats d'Europe
- vainqueur du championnat d'Europe 2006
- vainqueur du championnat d'Europe 2008
- vainqueur du championnat d'Europe 2010
- finaliste du championnat d'Europe 2012
- vainqueur du championnat d'Europe 2016
- vainqueur du championnat d'Europe 2020

Autres
- finaliste du championnat du monde junior en 2005
- capitaine de l'équipe de Norvège de 2011 à 2012